# Boxe aux Jeux olympiques d'été de 2012 - Poids légers femmes
Navigation
Rio de Janeiro 2016
L'épreuve féminine de boxe des poids légers (-60 kg) des Jeux olympiques d'été 2012 de Londres s'est déroulée au centre ExCeL du 5 au 9 août 2012.

## Format de la compétition
Comme tous les événements de boxe olympique, la compétition consiste en un tournoi à élimination directe. Cet évènement regroupe 12 boxeuses qui se sont qualifiées pour la compétition par le biais des divers tournois de qualification organisés en 2011 et 2012. La compétition débute par les huitièmes de finale le 5 août et se conclut par une finale le 9 août. Les deux perdantes des demi-finales obtiennent chacune une médaille de bronze, sans disputer de match pour la troisième place.
Tous les combats se composent de quatre périodes de deux minutes où les boxeuses obtiennent des points pour chaque coup de poing porté à la tête ou sur le haut du corps de leur adversaire. La boxeuse ayant le plus de points comptabilisés à la fin des périodes se qualifie. Si une boxeuse se retrouve au sol et ne peut pas se lever avant que l'arbitre ne compte jusqu'à 10, le combat est terminé et l'adversaire est déclaré gagnante.

## Horaires
Les temps sont donnés selon l'heure locale au Royaume-Uni (UTC)
| Date                 | Temps | Série               |
| -------------------- | ----- | ------------------- |
| Dimanche 5 août 2012 | 14:30 | Huitièmes de finale |
| Lundi 6 août 2012    | 14:30 | Quarts de finale    |
| Mercredi 8 août 2012 | 14:00 | Demi-Finales        |
| Jeudi 9 août 2012    | 16:45 | Finale              |

## Médaillées
| Or                 | Argent               | Bronze                                      |
| Katie Taylor (IRL) | Sofya Ochigava (RUS) | Mavzuna Chorieva (TJK) Adriana Araujo (BRA) |

## Résultats
|  | Huitièmes de finale      | Huitièmes de finale      | Huitièmes de finale |  |  | Quarts de finale       | Quarts de finale       | Quarts de finale       |    |                      | Demi-finales         | Demi-finales       | Demi-finales |  |  | Finale | Finale | Finale |
|  |                          |                          |                     |  |  |                        |                        |                        |    |                      |                      |                    |              |  |  |        |        |        |
|  |                          |                          |                     |  |  |                        |                        |                        |    |                      |                      |                    |              |  |  |        |        |        |
|  |                          |                          |                     |  |  | Katie Taylor (IRL)     | Katie Taylor (IRL)     | 26                     |    |                      |                      |                    |              |  |  |        |        |        |
|  | Quanitta Underwood (USA) | Quanitta Underwood (USA) | 13                  |  |  | Natasha Jonas (GBR)    | Natasha Jonas (GBR)    | 15                     |    |                      |                      |                    |              |  |  |        |        |        |
|  | Natasha Jonas (GBR)      | Natasha Jonas (GBR)      | 21                  |  |  |                        |                        |                        |    | Katie Taylor (IRL)   | Katie Taylor (IRL)   | 17                 |              |  |  |        |        |        |
|  | Mihaela Lacatus (ROU)    | Mihaela Lacatus (ROU)    | 5                   |  |  |                        | Mavzuna Chorieva (TJK) | Mavzuna Chorieva (TJK) | 9  |                      |                      |                    |              |  |  |        |        |        |
|  | Cheng Dong (CHN)         | Cheng Dong (CHN)         | 10                  |  |  | Cheng Dong (CHN)       | Cheng Dong (CHN)       | 8                      |    |                      |                      |                    |              |  |  |        |        |        |
|  |                          |                          |                     |  |  | Mavzuna Chorieva (TJK) | Mavzuna Chorieva (TJK) | 13                     |    |                      |                      |                    |              |  |  |        |        |        |
|  |                          |                          |                     |  |  |                        |                        |                        |    |                      | Katie Taylor (IRL)   | Katie Taylor (IRL) | 10           |  |  |        |        |        |
|  |                          |                          |                     |  |  |                        | Sofya Ochigava (RUS)   | Sofya Ochigava (RUS)   | 8  |                      |                      |                    |              |  |  |        |        |        |
|  |                          |                          |                     |  |  | Mahjouba Oubtil (MAR)  | Mahjouba Oubtil (MAR)  | 12                     |    |                      |                      |                    |              |  |  |        |        |        |
|  | Adriana Araujo (BRA)     | Adriana Araujo (BRA)     | 16                  |  |  | Adriana Araujo (BRA)   | Adriana Araujo (BRA)   | 16                     |    |                      |                      |                    |              |  |  |        |        |        |
|  | Saida Khassenova (KAZ)   | Saida Khassenova (KAZ)   | 14                  |  |  |                        |                        |                        |    | Adriana Araujo (BRA) | Adriana Araujo (BRA) | 11                 |              |  |  |        |        |        |
|  | Alexis Pritchard (NZL)   | Alexis Pritchard (NZL)   | 15                  |  |  |                        | Sofya Ochigava (RUS)   | Sofya Ochigava (RUS)   | 17 |                      |                      |                    |              |  |  |        |        |        |
|  | Rim Jouini (TUN)         | Rim Jouini (TUN)         | 10                  |  |  | Alexis Pritchard (NZL) | Alexis Pritchard (NZL) | 4                      |    |                      |                      |                    |              |  |  |        |        |        |
|  |                          |                          |                     |  |  | Sofya Ochigava (RUS)   | Sofya Ochigava (RUS)   | 22                     |    |                      |                      |                    |              |  |  |        |        |        |
|  |                          |                          |                     |  |  |                        |                        |                        |    |                      |                      |                    |              |  |  |        |        |        |